# Linderiella
Linderiella è un genere di crostacei anostraci della famiglia dei Chirocephalidae.
Comprende le seguenti specie:
- Linderiella africana
- Linderiella massaliensis
- Linderiella occidentalis
- Linderiella santarosae